# لنغر
لنغر هي بلدة ومركز مقاطعة قوشتبه في ولاية فرغانة في أوزبكستان.